# Бичан, Руслан Анатольевич
Русла́н Анато́льевич Бича́н (17 мая 1984, Гомельская область) — белорусский гребец-байдарочник, выступал за сборную Белоруссии во второй половине 2000-х годов. Чемпион Европы, серебряный призёр чемпионатов Европы и мира, многократный призёр этапов Кубка  мира, победитель республиканских и молодёжных регат. На соревнованиях представлял Гомельскую область, мастер спорта международного класса.

## Биография
Руслан Бичан родился 17 мая 1984 года в Гомельской области. Активно заниматься греблей на байдарке начал в раннем детстве, проходил подготовку в гомельской специализированной детско-юношеской школе олимпийского резерва и в гомельской областной школе высшего спортивного мастерства.
По юниорам уже с 2005 года стал попадать в число призёров различных международных регат, так, на молодёжном чемпионате Европы в болгарском Пловдиве добыл бронзу в четвёрках на полукилометровой дистанции. Тогда же дебютировал на этапах Кубка мира, в частности, на этапе в польской Познани финишировал в километровой гонке четвёрок шестым, на этапе в немецком Дуйсбурге был четырнадцатым. Год спустя получил первый подиум мирового кубка, на этапе в Познани показал второе время на пятистах метрах, а затем в Дуйсбурге взял бронзу в зачёте эстафеты 3 × 100 м. На молодёжном европейском первенстве в Афинах завоевал сразу две золотые медали, в четвёрках одержал победу на дистанциях 500 и 1000 метров, при этом на взрослых первенствах мира и Европы ограничивался попаданием в финальные стадии соревнований.
Первого серьёзного успеха на взрослом международном уровне добился в сезоне 2007 года, когда попал в основной состав белорусской национальной сборной и благодаря череде удачных выступлений удостоился права защищать честь страны на чемпионате Европы в испанском городе Понтеведра. Вместе с экипажем, куда также вошли гребцы Денис Жигадло, Станислав Стрельченко и Сергей Финдюкевич, занял на дистанции 500 метров второе место, уступив лишь сборной Словакии, и завоевал тем самым серебряную медаль. Позже в той же дисциплине с той же командой выступил на первенстве мира в немецком Дуйсбурге, где снова уступил словацкому экипажу и пришёл к финишу вторым, получив серебряную награду.
Бичан остался в сборной Белоруссии и продолжил участвовать в крупнейших международных регатах. В 2008 году на чемпионате Европы в Милане он присоединился к четырёхместному экипажу Романа Петрушенко, Вадима Махнёва и Демьяна Турчина, после чего выиграл вместе с ними гонку на 200 метров, получив тем самым титул чемпиона Европы. Впоследствии оставался действующим спортсменом ещё в течение нескольких лет, однако существенных побед больше не одерживал. В 2010 году был близок к призовым позициям в программе эстафеты 4 × 100 м на чемпионате мира в Познани, но в итоге занял только пятое место, немного не дотянув до бронзовой медали.
Имеет высшее образование, окончил Мозырский государственный педагогический университет имени И. П. Шамякина, где обучался на факультете физической культуры. За выдающиеся спортивные достижения удостоен звания мастера спорта международного класса.